# 156 Pułk Artylerii Przeciwpancernej

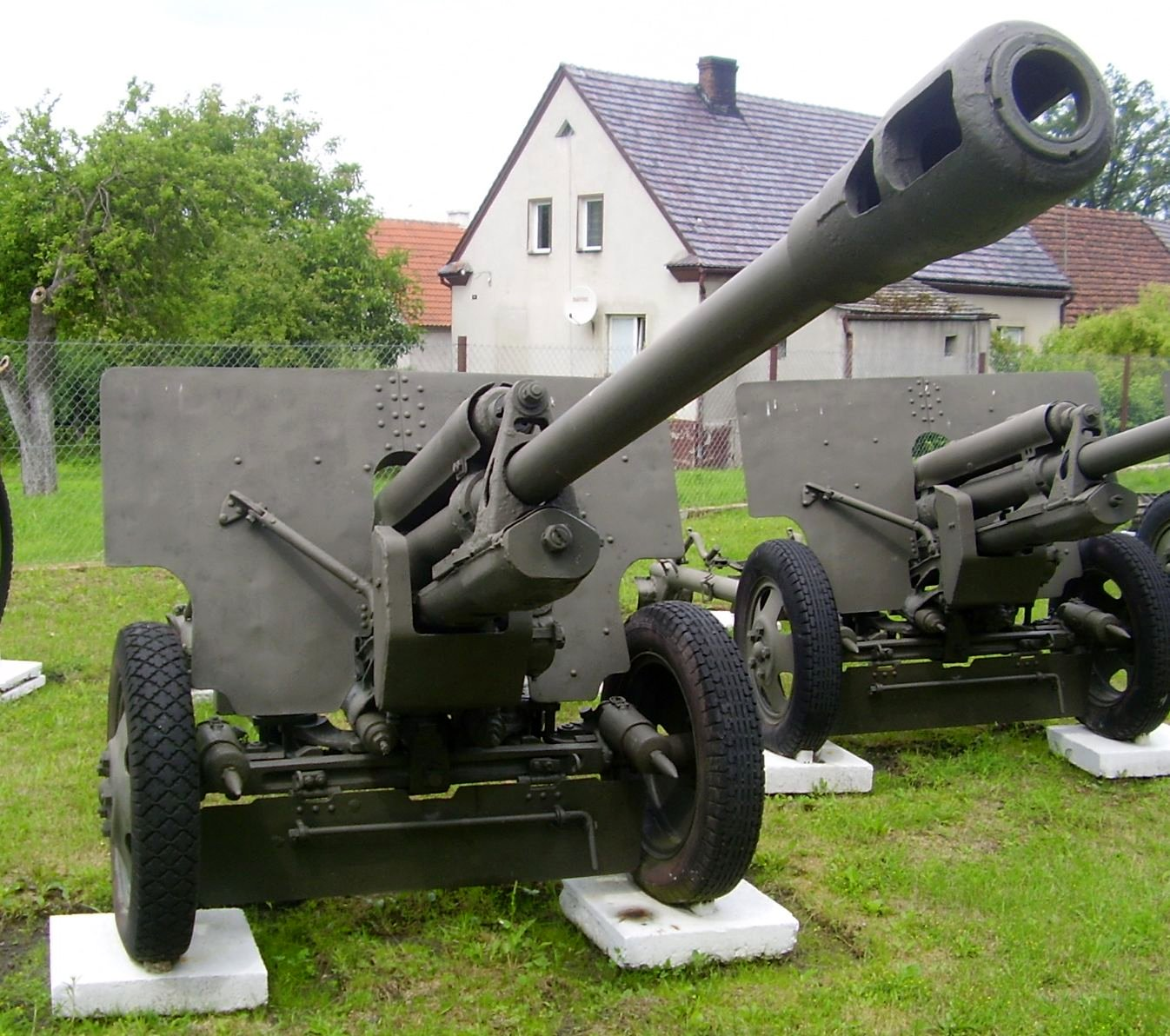
Armata dywizyjna ZIS-3

156 pułk artylerii przeciwpancernej (156 pappanc) – oddział artylerii przeciwpancernej Wojska Polskiego.
W 1951 w garnizonie Pleszew sformowany został 156pułk artylerii przeciwpancernejj. Jednostka wchodziła w skład 23 Brygady Artylerii Przeciwpancernej. W grudniu 1955, po rozformowaniu 23 BAPpanc, w skład oddziału włączono kadrę i sprzęt 110 i 144 pułków artylerii przeciwpancernej. Równocześnie jednostka przeformowana została na nowy etat i podporządkowana dowódcy Śląskiego Okręgu Wojskowego we Wrocławiu.
20 grudnia 1957 zmieniony został numer jednostki wojskowej z 2712 na 1388.
18 stycznia 1958 pułk otrzymał sztandar nadany przez Radę Państwa.
30 września 1967 156 pappanc przyjął dziedzictwo tradycji i historyczną nazwę " 20 pułk artylerii przeciwpancernej", a dzień 15 sierpnia ustanowiony został świętem pułku.

## Dowódcy pułku
- ppłk Piotr Pęcak (1951-1953)
- ppłk Juliusz Stępień (1953-1955)
- płk Seweryn Niedzielski (1955-1963)
- płk dypl. Zygmunt Wnuk (1963-1967)
- płk dypl. Henryk Szafranowski (1967-1976)